# Arpent
L'arpent (prononcé en français : [aʁpɑ̃]) est une ancienne unité de mesure de surface agraire française ou suisse correspondant à un carré de dix perches de côté, mais qui a varié selon les localités, et l'époque. On trouve en France des valeurs allant de 32 à 78 ares (3 200 à 7 800 m2), et en Suisse jusqu'à 144 ares. Elle est restée en usage en Amérique du Nord où elle désigne également une unité de longueur : au Québec et dans certains États américains, qui jadis appartenaient à la Louisiane française ou à l'empire espagnol.
Le terme a donné arpentage qui est l'action de mesurer la superficie des terres.

## Origine du mot
Le terme « arpent » est attesté en ancien français avant 1100. C'est un des rares mots d'origine gauloise qui se perpétue dans le lexique du français standard. Il procède du gaulois arepennis, donné comme unité de mesure de superficie agraire par Columelle ou le recueil  des Gromatici veteres. Le terme est composé de are « devant » et penno « tête », et signifiait d'abord « extrémité, bout » puis, dans le cas d'un champ labouré, sa surface. C'est un proche parent du vieil irlandais airchenn (avec maintien du /kʷ/ > /k/ indo-européen, alors qu'il est passé à /p/ en gallo-brittonique), techniquement « côté court d'un champ labouré » et du gallois arbenn « chef » qui en revanche, a suivi une évolution sémantique radicalement différente.
L'arepennis équivaut à l'actus quadratus romain, soit environ 12,5 ou 12,6 ares (1 260 m2), (l'actus linéaire romain correspond à la longueur optimale d'un sillon tracé par une araire tirée par une paire de bœufs selon Pline l'Ancien ou Columelle). Cependant le terme « arpent » est utilisé comme traduction de jugerum, unité de base du système agraire romain qui vaut deux actus quadratus, à peu près 25 ares (2 500 m2).
Arpentage et arpenter sont attestés autour de 1300.

## France de l'Ancien Régime
L'arpent est l'unité principale de mesure de superficie agraire dans la plupart des régions de France. Il représente toujours l'aire d'un carré de dix perches de côté, soit cent perches carrées. Cependant, la longueur de la perche varie. Ainsi, au XVIIe siècle la perche dite « des eaux et forêts » vaut 22 pieds du Roi, soit 7,146 mètres, d'où un arpent des eaux et forêts, ou arpent royal, ou arpent « légal » d'environ 51 ares, à peu près un demi-hectare. Mais coexistent un arpent de Paris, construit sur une perche de 18 pieds, soit 34,19 ares, et un arpent commun construit sur une perche de 20 pieds, soit 42,21 ares. Ces trois arpents sont ceux utilisés très majoritairement, mais pas exclusivement, dans les communes d'Île-de-France. D'autres arpents encore sont spécifiques à certaines régions. Leur valeur peut aller de 32 à 78 ares,. En Suisse l'arpent peut varier de 35 à 144 ares (51,66 ares à Genève, en 1849).
En Normandie, ou un peu plus largement dans le nord-ouest, l'acre (terme de racine germanique, utilisé également en Angleterre) prend la place de l'arpent. Souvent autour de cinquante ares, l'acre peut varier de trente à cent ares,. Dans le nord de la France ou au Brabant, le bonnier, unité principale du système carolingien et de valeur plus grande que l'arpent, reste en usage jusqu'à la Révolution. Il vaut autour de 140 ares dans le Nord de la France (entre 81 et 126 ares au Brabant).
La paysannerie lui préférait d'autres termes concrets précisément synonymes, ou adaptés au labeur local, par couple ou moitié. Quelques exemples : champ (cultivé), lanière ou parcelle, planche ou planchette, pré ou hyère (en prairie irriguée), pradelle ou pratelle, fauchée ou soiture, jugère ou journal de bœuf, journal, jour ou journée (de travail, de plantation, de fauche ou de labour)[réf. nécessaire].

## Amérique du Nord
En Amérique du Nord, l'arpent est aussi une unité de longueur, valant le côté d'un carré d'un arpent de surface. L'arpent, comme unité de superficie, est alors également nommé « arpent carré ». Le terme reste dans certains usages locaux traditionnels, autant comme unité de superficie que de longueur. L'avantage pratique est que l'arpent était aisément divisible par plusieurs nombres impairs (3, 5, 9, 15, 45) et pairs.

### Nouvelle-France pendant la période coloniale
En Nouvelle-France, on préfère comme unité une perche du Roi de 18 pieds. Les étalons de mesure de la Coutume de Paris furent adoptées dès 1634, avec l'arrivée au pays de Jean Bourdon, ingénieur et arpenteur dont les services avaient été retenus par la Compagnie des Cent-Associés. Il écrit en 1635 : « Et d'autant qu'il est nécessaire d'avoir une mesure dans le dit pays pour arpenter, on a jugé à propos de prendre celle de Paris que font dix-huit pieds pour perche et cent perches pour arpans à ce que l'avenir toutes choses soient réglées également. » Dès lors, il faut compter « cent perches pour arpent à dix-huit pieds [français] pour perche ». Ceci donne un arpent de 32 400 pieds du Roi carrés. Ce système de mesure prévaut avant même que l'Édit royal de 1664 en fasse une loi.
Les colons français au XVIIIe siècle se répartissaient les terres par lots (plutôt que «parcelles»), longs et étroits, le long des cours d'eau principaux, du Sud de la Louisiane en particulier. Chaque censitaire (en tenure seigneuriale) disposait ainsi d'une façade sur la rivière ainsi que du terrain nécessaire à la culture et à l'habitation pour plusieurs générations. Un numéro de référence était attribué à chaque lot. Ce système foncier fut repris par les colons espagnols puis par le gouvernement américain, après l'acquisition de la Louisiane. Il est intégré au Système d'arpentage public américain (PLSS).
Un lot typique français mesurait deux à quatre arpents de large, le long de la rivière, et trente à soixante arpents de profondeur, tandis que les divisions espagnoles étaient en général de six à huit arpents de large, et quarante arpents de profondeur.

### Amérique du Nord (époque contemporaine)
Étalons officiels de l'arpent (carré) :
- Québec : un arpent vaut 32 400 pieds carrés français, soit environ 36 800 pieds carrés anglais, 0,84482 acres ou 3 418,89 m2[14] ;
- Louisiane, Mississippi, Alabama et Floride : un arpent vaut 0,846 28 acres, soit environ 3 424,77 m2[16] ;
- Arkansas et Missouri : un arpent vaut 0,8507 acres, soit environ 3 442,66 m2[13].

Étalon officiel de l'arpent (linéaire) utilisé au Québec : un arpent vaut 180 pieds français soit environ 191,84 pieds anglais ou 58,47 mètres. 